# 비정형 항우울제
비정형 항우울제(Atypical antidepressant)는 대부분의 다른 항우울제에 비해 비정형 방식으로 작용하는 항우울제의 유형이다. 비정형 항우울제의 예로는 미르타자핀(mirtazapine), 미안세린(mianserin), 부프로피온(bupropion), 트라조돈(trazodone), 네파조돈(nefazodone), 티아넵틴(tianeptine), 오피프라몰(opipramol), 보티옥세틴(vortioxetine), 아고멜라틴(agomelatine)등이 있다.

## 같이 보기
- 향정신성의약품
- 항불안제